# Swing poi
O Swing poi é um instrumento de malabarismo, muito utilizados por artistas de circo. Consta de uma corda, com uma bola no fim, terminado em fitas coloridas.
Foi criado pelo povo Māori da Nova Zelândia (poi significa "bola" no idioma Māori). Homens e mulheres é utilizado para aumentar a flexibilidade, força e coordenação. É desenvolvido numa tradicional arte de performence praticado principalmente por mulheres. Esta arte, em conjunto com outros, incluindo waiata a ringa, haka e titi torea, tornar-se o desempenho das kapa haka (Māori cultura grupos). Na cultura Maori, a disciplina de Poi é desenvolvido numa tradicional arte de performence praticado principalmente por mulheres. Esta arte incluiu história dizendos e cantando, coreografando rotinas.
O Swing Poi é ultimamente usado em festas raves, pra dançar ao ritmo do Psy Trance. Cada movimento tem um nome diferente, sejam eles: Butterfly, Ondas, Palhacinha e etc. Cada poi tem jeitos diferentes de se ver, seja de fogo, neon, meia, bola de tênis etc.